# Hinterland-für-die-Front-Denkmal

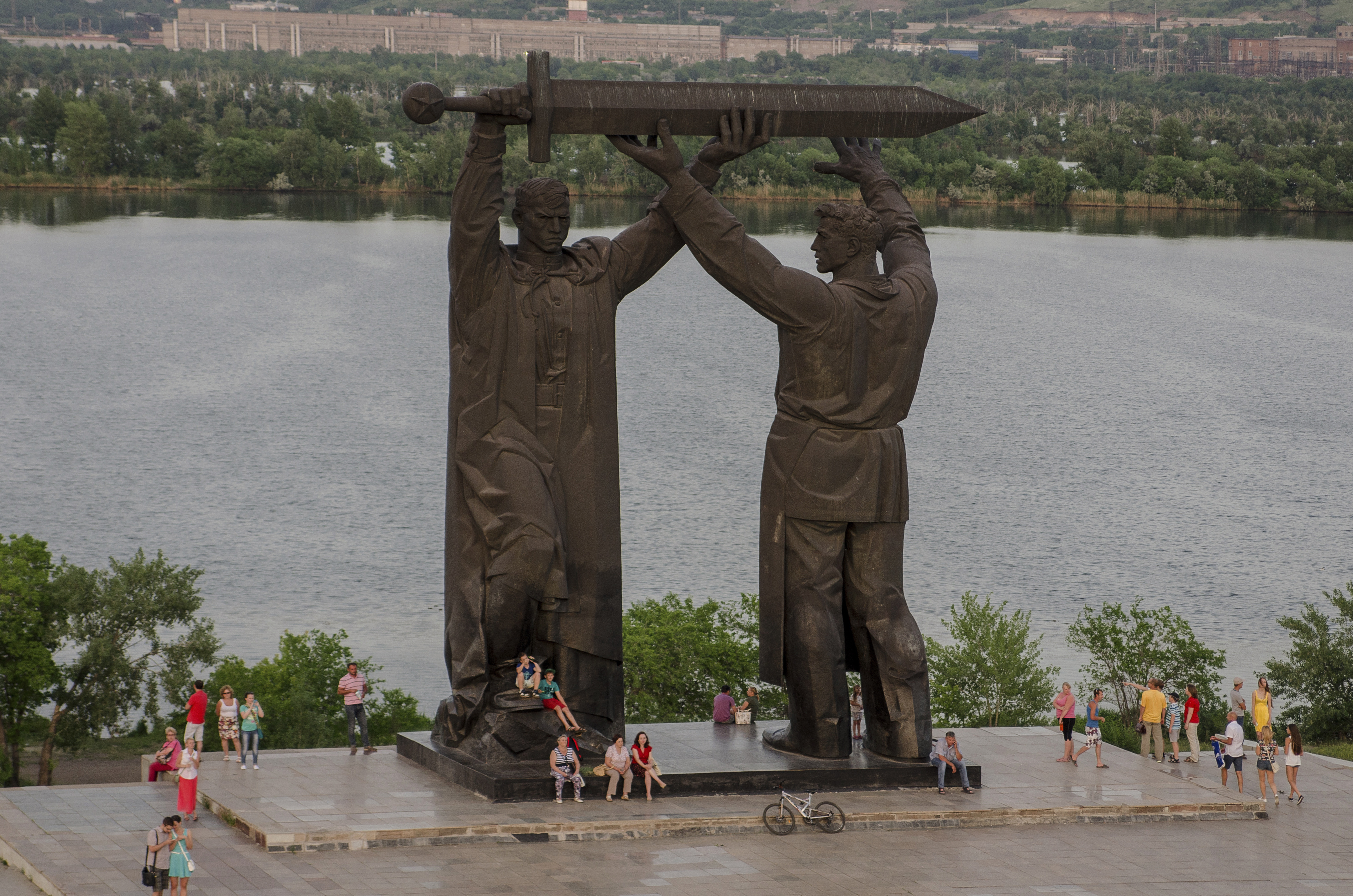
Ansicht des Denkmals im Mai 2015

Hinterland für die Front, auch Hinterland der Front, (russisch Памятник «Тыл – фронту») ist ein aus Bronze und Granit bestehendes Denkmal in der russischen Stadt Magnitogorsk. Die beiden 15 Meter hohen Bronzeplastiken sind ein Wahrzeichen der Stadt.
Das Denkmal besteht aus einer großdimensionierten Platte aus rötlichem Granit, zu der fünf Stufen hinaufführen. Auf der Platte postiert sind zwei monumentale Figuren: Ein Arbeiter überreicht einem Soldaten ein Schwert. Der Arbeiter schaut in Richtung Osten zu den Stahlwerken von Magnitogorsk, der russischen Waffenschmiede des Zweiten Weltkriegs. Der Soldat blickt in Richtung Westen zu den Schauplätzen des „Großen Vaterländischen Kriegs“, wie der Krieg mit Hitlerdeutschland in Russland genannt wird. Teil des Denkmals ist eine Blüte aus karelischem Granit mit einer ewigen Flamme.
Architekt der 1979 eingeweihten Denkmalsanlage war Jakow Belopolski, die Plastiken schuf der Bildhauer Lev Golovnitsky. Das Denkmal gilt seither als erstes einer dreiteiligen Serie von Monumenten, die an den Großen Vaterländischen Krieg erinnern. Die beiden anderen sind die Mutter-Heimat-Statue in Wolgograd und das Sowjetische Ehrenmal im Treptower Park in Berlin. Das Denkmal wurde 1979 eingeweiht, als Jewgeni Wutschetitsch, der Schöpfer der beiden anderen Denkmäler, schon gestorben war. Die drei Denkmäler sollen das Schwert symbolisieren, das in Magnitogorsk geschmiedet wurde, in Wolgograd (damals Stalingrad) gezogen und in Berlin nach dem Sieg gesenkt wurde.